# تاباري سيلفا
تاباري سيلفا (بالإسبانية: Tabaré Silva)‏ هو مدرب كرة قدم ولاعب كرة قدم أوروغواياني في مركز الدفاع، ولد في 30 أغسطس 1974 في مرسيدس، أوروغواي ‏ في الأوروغواي. شارك مع منتخب الأوروغواي لكرة القدم. أما مع النوادي، فقد لعب مع ديفينسور سبورتينغ ورامبلا جونيورز وريفر بليت وسنترال إسبانيول ونادي إشبيلية ونادي إلتشي ونادي ليفانتي.

## وصلات خارجية
- تاباري سيلفا على موقع الاتحاد الدولي (مؤرشف)  (الإنجليزية)
- تاباري سيلفا على موقع قاعدة بيانات كرة القدم.إي يو (الإنجليزية)
- تاباري سيلفا على موقع ناشيونال فوتبول تيمز (الإنجليزية)